# Cicatrion
Cicatrion är ett släkte av skalbaggar. Cicatrion ingår i familjen långhorningar.
Kladogram enligt Catalogue of Life:
| Cicatrion | \| \| Cicatrion calidum \| \| \| \| \| \| Cicatrion constricticolle \| \| \| \| |
|           | \| \| Cicatrion calidum \| \| \| \| \| \| Cicatrion constricticolle \| \| \| \| |
|           | Cicatrion calidum                                                               |
|           |                                                                                 |
|           | Cicatrion constricticolle                                                       |
|           |                                                                                 |